# The X Factor (Wielka Brytania)
X Factor – brytyjski program rozrywkowy typu talent show, stworzony i produkowany przez Simona Cowella, emitowany od września 2004 na kanale ITV.
Celem programu jest odkrycie utalentowanych wokalnie osób, niezależnie od ich wieku. Uczestnicy po przejściu pre-castingów biorą udział w przesłuchaniach przed jurorami, którzy decydują, kto przechodzi do kolejnego etapu. W trakcie eliminacji, zwanych „boot campem”, uczestnicy dobierani są w grupy (np. soliści do 24 lat, soliści pow. 25 roku życia oraz zespoły wokalne), którym dowodzi jeden z jurorów. Następnie wybrana część zawodników przechodzi do rundy w domach jurorskich, gdzie sędziowie wyłaniają uczestników odcinków transmitowanych na żywo. Uczestnicy wykonują w nich kolejne piosenki, a w każdym odcinku z programu odpada uczestnik, który zdobył najmniejszą liczbę głosów od telewidzów. Do finału przechodzą trzy podmioty, a zdobywca największej liczby głosów od widzów zwycięża program. Nagrodą główną w programie jest możliwość podpisania kontraktu płytowego z wytwórnią Syco Music, która dodatkowo wydaje singiel muzyczny zwycięzcy.
Zwycięzcami kolejnych edycji programu byli: Steve Brookstein, Shayne Ward, Leona Lewis, Leon Jackson, Alexandra Burke, Joe McElderry, Matt Cardle, Little Mix, James Arthur, Sam Bailey, Ben Haenow, Louisa Johnson, Matt Terry, Rak-Su i Dalton Harris. Ponadto finalistami programu byli rozpoznawalni wykonawcy, tacy jak Andy Abraham, JLS, Diana Vickers, Ruth Lorenzo, Olly Murs, Jedward, Brendan Murray, Cher Lloyd, Rebecca Ferguson, One Direction, Ella Henderson, Fleur East czy Saara Aalto.